# Iso Rivolta
La Iso è stata una casa automobilistica e motociclistica italiana attiva nel settore dei veicoli a motore dal 1948 al 1974 che, negli anni, ha assunto varie denominazioni, da S.A Isothermos dal 1940, Iso SPA Autoveicoli nel 1952, Iso SPA Automotoveicoli nel 1957, per finire a Iso Motor Company SPA nel 1973.

## Storia

### Le origini
Fonda le sue origini nella Isothermos, una piccola fabbrica di caloriferi e refrigeratori elettrici in Genova nel quartiere Bolzaneto dei fratelli Traverso. Acquistata dalla società anonima "Milano Nuova"  nel 1939 e trasferita per precauzione a Bresso nel 1942 su iniziativa del consigliere Renzo Rivolta nel frattempo (1941) entrato nel consiglio di amministrazione della società, causa i bombardamento su Genova.

### I motocicli
Nel 1947 la Isothermos decise di diversificare con la produzione di motociclette, un tipo di mercato che dopo la fine del conflitto offriva degli ottimi sbocchi commerciali.

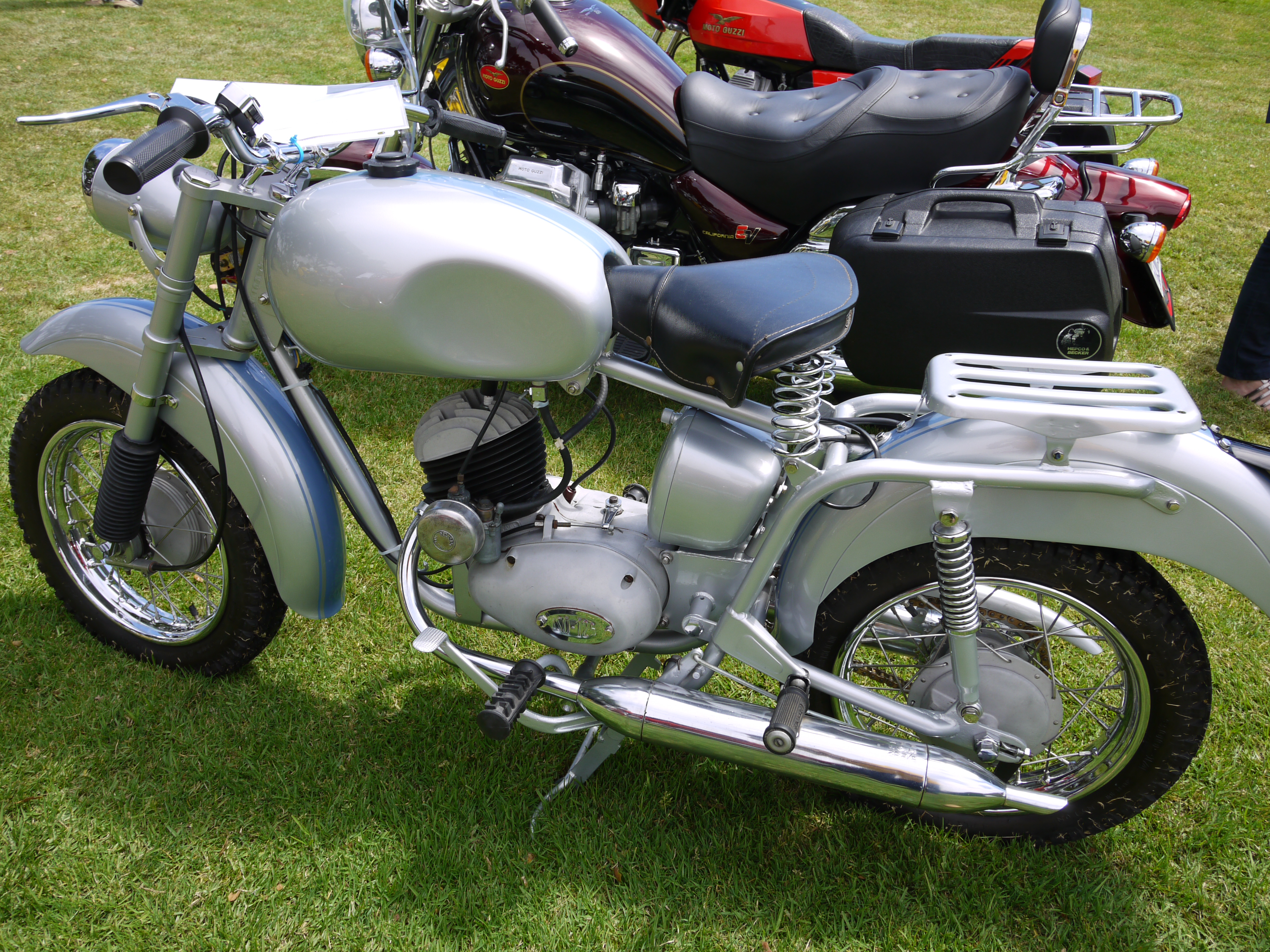
Isomoto 125 B, versione con cambio a 3 marce del 1956

Nel 1948 Rivolta acquistò i progetti e la piccola catena di montaggio delle Officine Ottavio Quadrio di Milano, dove si costruiva un piccolo scooter completamente carenato, progettato dall'ingegner Gianfranco Scarpa e dallo stesso commercializzato come Giesse Furetto. Il "Furetto", che mantenne identica denominazione anche col marchio Isothermos, sebbene dotato di ottime qualità per il comfort e la sicurezza di marcia, non ebbe successo a causa delle prestazioni poco brillanti.
Ne seguì dunque lo studio di un nuovo progetto che nel 1949 diede alla luce lo scooter "Iso 125" (oggi popolarmente conosciuta col nome "Isoscooter"), equipaggiato da un motore a cilindro sdoppiato ispirato al 125 Puch. L'anno successivo ne venne proposta una versione motoleggera "Isomoto". Entrambi riscossero un buon successo di vendite che incoraggiò l'azienda ad affiancare nuove versioni e modelli, che comprendevano motocarri "Isocarro" e motoleggere con ruote a medio (Iso GT) e alto raggio (Iso Sport) sempre utilizzando lo stesso gruppo termico. All'inizio del 1952, fu presentato l'Isomoto 200, sempre con motore a cilindro sdoppiato da 198 cm³ a canna cromata, in grado di erogare circa 9 CV (7 kW) a 4750 giri/min. Nello stesso anno la ragione sociale variò in "Iso Autoveicoli Spa", mentre la produzione di frigoriferi e caloriferi era già dismessa dal 1951. Nel 1955 venne proposto pure un ciclomotore "Isociclo" che adottava un motore con cambio a 2 rapporti della austriaca Rex Motoren Werk ma che non incontrerò particolare favore del pubblico. L'anno successivo si ripropose con nuovi motori a 4 tempi sia da 125 che 175 cm³ che impreziosirono la gamma.

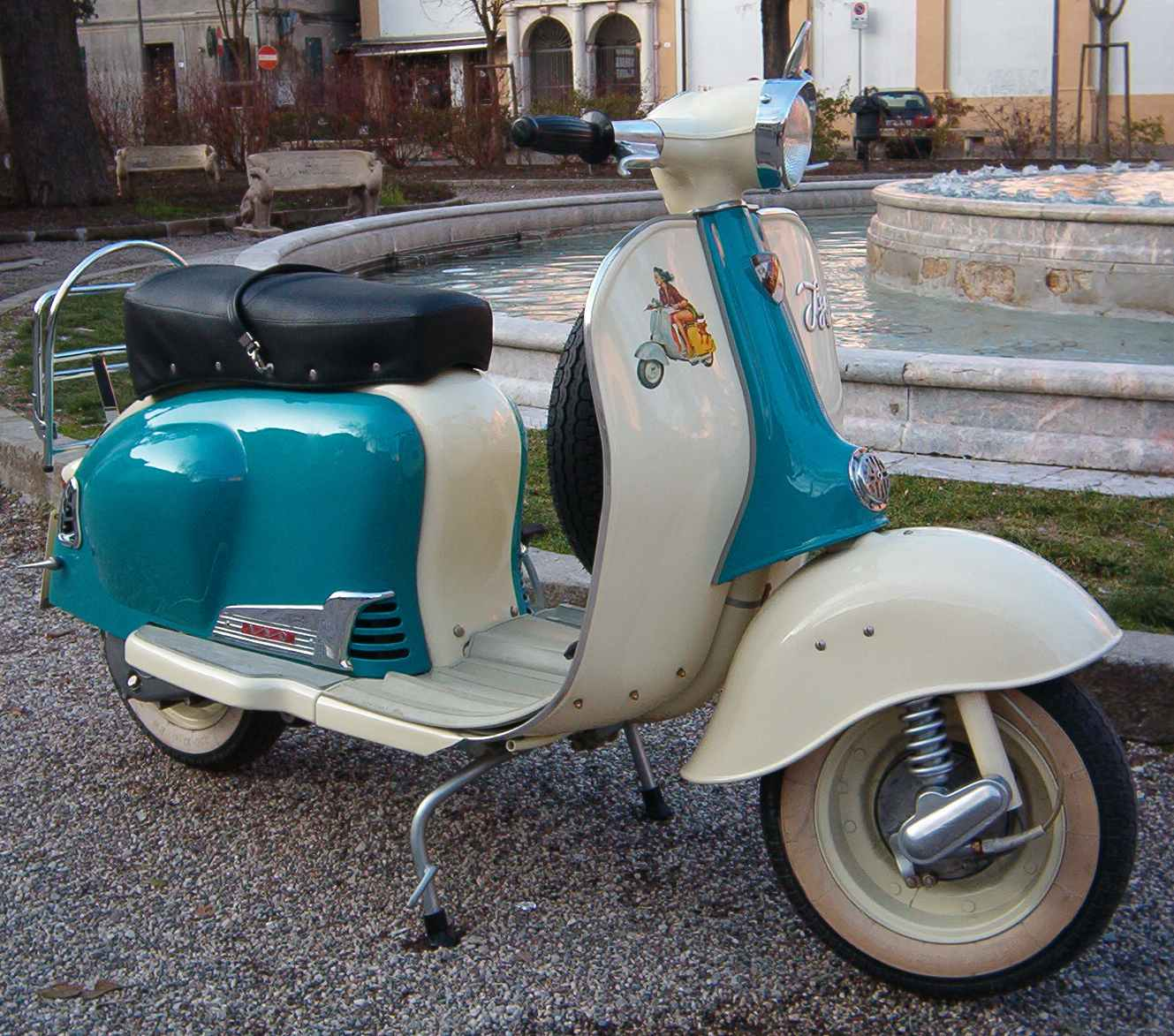
Iso F/150 del 1959

Nel 1957, sviluppando un progetto nato per conto della Maserati, sostituì l'Iso 125, ormai obsoleto, con un nuovo modello (Iso F/150) con linee più conformi che non deluse le aspettative.
Rimarrà in produzione fino al 1962, quando la Iso si dedicò esclusivamente alle autovetture.
Da ricordare nel 1961 la presentazione di un'ultima motocicletta da 500 cm³ con motore boxer, che non entrò mai in produzione.

### Le automobili
Nei primi anni cinquanta Renzo Rivolta stava pensando ad un salto di qualità: voleva infatti realizzare un autoveicolo che stesse a metà strada tra la moto e l'automobile, in maniera tale da colmare il divario tra la classica motocicletta e la vettura italiana più economica del momento, cioè la Fiat Topolino. L'idea era quella di proporre una motocicletta dotata di carrozzeria, per avere un mezzo ugualmente economico, ma che consentisse di viaggiare al chiuso come nelle normali automobili.

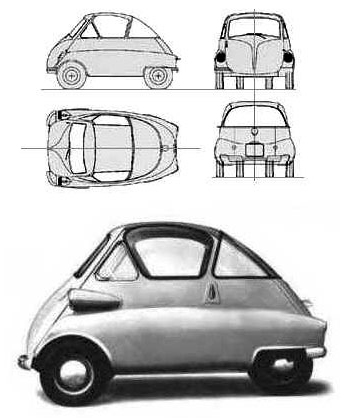
Schemi della Isetta-Bmw 300 prima serie del 1955/56

Fu così che la ragione sociale dell'azienda fu mutata in Iso Autoveicoli e nel 1953 fu lanciata Isetta, una particolarissima autovettura dalla forma "ad uovo", mossa dallo stesso gruppo termico della Isomoto 200 portato a 236 cm³ con cilindro in alluminio e canna cromata. Una sorta di scooter cabinato, con quattro ruote (le due posteriori ravvicinate) e l'abitacolo (per 2 persone) con un'unica via d'accesso: la porta frontale, inglobante parabrezza e volante.
In Italia la Isetta inizialmente pareva cogliere un gran successo ma già nel 1954 si capì che non era adatta al mercato Italiano. Fu quindi date licenza di costruzione all'estero, in Francia alla VELAM,  in Brasile alla ROMI e  alla BMW. L'azienda Bavarese all'epoca navigava in acque tutt'altro che tranquille, a causa dei riassetti post-bellici molto poco favorevoli e dei modelli d'alta fascia da essa proposti dopo il conflitto, che non riscossero molto successo. La BMW 250, ossia l'Isetta marchiata BMW, non poté che portare buoni risultati, essendone state prodotte 160 000 unità.

L'Isetta nella versione "autocarro" esposta al Salone di Torino del 1954

In Iso nel 1955 la Isetta uscì di produzione. Nel frattempo, la Casa di Bresso realizzò la Iso 400, una piccola vettura dall'impostazione più convenzionale, con carrozzeria a tre volumi, che però rimase allo stadio di prototipo.
All'inizio del 1957 la Iso terminò la propria attività nel settore delle microvetture e delle moto. Renzo Rivolta decise di effettuare un nuovo cambio di rotta orientato al ristretto mercato delle granturismo di alta gamma, caratterizzata da una produzione posta a metà strada tra le GT di scuola tedesca o statunitense e le GT di scuola italiana.
Il passaggio vero e proprio verso la produzione di autovetture avvenne nel 1962, con la presentazione al pubblico della GT 300, una lussuosa coupé a 3 volumi disegnata da Bertone (attraverso la matita di Giorgetto Giugiaro), il cui telaio era progettato dall'ing. Giulio Alfieri e mossa dal motore V8 della Chevrolet Corvette. Il 300 della sigla indicava la potenza del motore: 300 CV.
Da quel momento fu chiaro anche che tipo di automobili avrebbe prodotto la Iso: gran turismo ad alte prestazioni dalle finiture di altissimo livello.
Nel 1963 venne realizzata la Iso A3, esposta allo stand Iso al Salone dell'automobile di Torino. Destinata alle corse con la sigla A3/C, venne affidata a Giotto Bizzarrini (assunto in azienda come ingegnere di pista), mentre la carrozzeria venne realizzata a Modena, presso la Carrozzeria Sports Cars di Piero Drogo, con l'utilizzo di 1.500 rivetti, tanto che il secondo modello Iso fu soprannominato "millechiodi".
Nel 1965 la versione "berlinetta" stradale della A3 fu venduta all'attore e cantante Johnny Hallyday, che contribuì a farla diventare un'icona di lifestyle.
Con l'avvio delle vendite anche negli Stati Uniti e la stipula di un contratto di fornitura stabile di propulsori con la General Motors, la Casa del grifone avviò la produzione di una serie di nuovi modelli, tutti basati sul telaio (standard, allungato o accorciato) della GT 300.

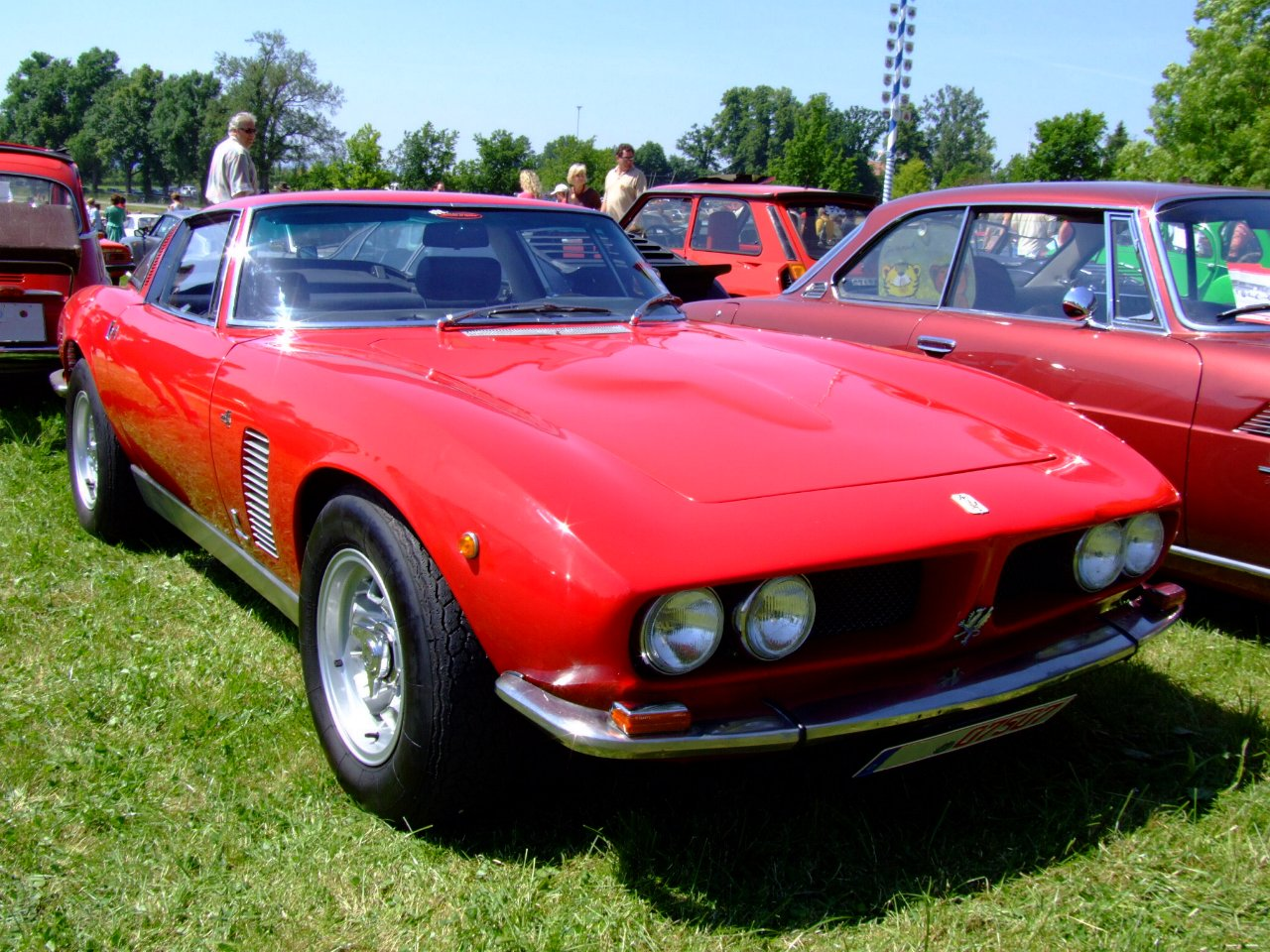
La Iso Grifo A 3 L

Così nacquero la coupé sportiva Grifo (1965), con motori da 5,4 a 7 litri, la berlina di lusso Fidia (1968) e la gran turismo 2+2 Lele (1969), disegnata da Marcello Gandini, capo progettista della Bertone.
Dalla fine del 1971, a causa delle svantaggiose condizioni economiche imposte da GM (che pretendeva il pagamento anticipato dei motori, che dovevano essere, oltretutto, acquistati in blocco), la Casa adottò motori Ford Cleveland.
La concorrenza di marchi prestigiosi, soprattutto Maserati e Aston Martin (ma anche, per certi modelli, Ferrari e Lamborghini), e la crisi petrolifera del 1973, misero in crisi finanziaria la Iso Rivolta.
All'inizio del 1973 la famiglia Rivolta quotò la società alla borsa di New York.
Un accordo con la Philip Morris e il giovane team manager Frank Williams portò, sempre nel 1973, alla formazione della squadra di Formula 1 Iso-Marlboro (prima denominazione della Frank Williams Racing Cars).
A seguito del rastrellamento delle quote in borsa da parte del finanziere italo-americano Ivo Pera, la società cambiò la ragione sociale, che divenne Iso Motors & Co; la famiglia Rivolta, che nel frattempo era entrata nel mercato delle motoslitte, producendone 10.000, cedette le quote dell'azienda in suo possesso nel 1974.
Le spese per la gestione del Team, il calo delle vendite per la crisi economica e sociale della prima metà degli anni settanta e il miraggio del mercato USA (dove la Casa ottenne con ritardo lo status di "Piccolo costruttore", che implicava norme di omologazione meno severe) portarono alla cessazione per fallimento con sentenza del tribunale di Milano n. 44975 del 3 dicembre 1974.

### La ORSA

Una ORSA 850 Spring Special del 1973.

In previsione dell'impatto della crisi petrolifera sulle automobili da granturismo, sul finire del 1972 la famiglia decise di entrare anche nella società ORSA, proprietaria di un modesto impianto industriale fondato da un piccolo gruppo di imprenditori sardi alle porte di Cagliari, attrezzato per la costruzione in piccola serie di vetture scoperte in stile retrò.
Allo scopo vennero rilevate le catene di montaggio della Spring dalla SIATA (che aveva chiuso i battenti). Visto che la Fiat 850, sul cui autotelaio era costruita la Siata Spring, non era più in produzione, venne fatto un accordo con la SEAT, che, invece, ancora la costruiva in Spagna.

### Sorti successive del marchio
Nel 2020 il marchio Iso Rivolta è tornato ad essere utilizzato per iniziativa di Marella, figlia di Piero Rivolta, e del marito Andrea Zagato, che hanno realizzato alcuni modelli granturismo in edizione limitata, costruiti dalla carrozzeria Zagato di Rho.

## Eredità
Presso gli ex capannoni della storica fabbrica di Bresso è da anni al vaglio l'ipotesi dell'allestimento del "Museo Iso", che dovrebbe raccogliere motocicli, autovetture, oggettistica e documentazione della casa; il progetto tuttavia appare attualmente fermo. Nell'ex area della fabbrica di Bresso, nel 2008, l'amministrazione comunale ha dedicato una via di nuova costruzione alla Isetta. Uno dei due capannoni superstiti della fabbrica di Bresso, dal 2013, ospita la nuova sede dell'Ufficio Postale del comune e costituisce uno spazio utilizzato per eventi.

## I modelli di motoveicoli Isothermos
- Furetto 1948
- Iso 125 1949-1955
- Isomoto 1950-1954
- Isocarro 125 1951-1955

## I modelli di motoveicoli Iso
- Iso 200/236 1952-1953
- Iso B GT 1954-1955
- Iso Sport 1954-1955
- Iso C 1955
- Isociclo 1955
- Iso D 1955-1956
- Iso E 1955-1956
- Iso 150 1955-1956
- Isocarro 150 1956-1958
- Iso 175 1956-1959
- Iso A4D 1957-1959
- Iso A4E 1957-1959
- Iso scooter F/150 1957-1963
- Iso scooter F/125 1960
- Isocarro C 150 1959-1963
- Isocarro 500 1961-1963

## I modelli di autoveicoli Iso
- Isetta 1953-1955
- Isocarro 500 1954-1955
- Iso 400 autocarro 1957-1960
- GT 300
- IR 300
- IR 340
- Grifo
- Fidia
- Lele
- Varedo

## Formula 1
La Iso ha partecipato anche a due stagioni di Formula 1 come costruttore nel 1973 e 1974, fornendo le vetture per la Frank Williams Racing Cars. Ha corso complessivamente 30 Gran Premi senza ottenere successi, e cogliendo un totale di 6 punti, con il 4º posto di Arturo Merzario al Gran Premio d'Italia 1974 come miglior risultato.